# Jönssonligans största kupp
Jönssonligans största kupp är en svensk komedifilm från 1995, regisserad av Hans Åke Gabrielsson med Ulf Brunnberg, Björn Gustafson och Stellan Skarsgård med flera i rollerna. Den ingår i filmserien om Jönssonligan.

## Handling
Vanheden och Dynamit-Harry försöker rädda ligans nya ledare, doktor Busé ur fängelset. Istället fritas Busés cellkamrat den oberäknelige Herman Melvin. På hans rygg har doktor Busé skrivit en plan mot ett sedeltryckeri, där Melvin tidigare jobbade, som råkar leda ligan till Polen, där det väntas stora uppdrag.

## Rollista (i urval)
- Stellan Skarsgård – Herman Melvin
- Ulf Brunnberg – Ragnar Vanheden
- Björn Gustafson – Harry "Dynamit-Harry" Kruth
- Birgitta Andersson – Doris
- Peter Haber – dr. Max Adrian "Doktorn" Busé
- Per Grundén – direktör Wall-Enberg
- Weiron Holmberg – Johansson "Biffen"
- Bernt Lindkvist – polischef Egon Holmberg
- Carl-Magnus Dellow – kriminalkommissarie Anton Beckman
- Pontus Gustafsson – kriminalassistent Konrad Andersson
- Gösta Bredefeldt – överste Josef Burak
- Elias Ringqvist – Lillis
- Lars-Göran Persson – maffialedare
- Maciej Koslowski – Ritzie
- Jan Mybrand – säkerhetsvakt
- P.G Hylén – fängelsevakt
- Michael Segerström – säkerhetschefen
- Karl-Erik Andersén – fängelsevakt
- Yvonne Schaloske – hotellstäderska
- Stanislaw Brosowski – riksbankschefen

## Om filmen
Filmen är inspelad i Stockholm och Polen.
Filmen var från början avsedd att ha premiär julen 1994, men eftersom både Lejonkungen och En vampyrs bekännelse skulle visas vid denna tidpunkt sköts premiären för Jönssonligans största kupp upp till 3 februari 1995. Trots att filmen möttes av negativa recensioner placerades filmen på biotoppen samma år.